# Josef von Stürgkh
Josef Maria Alois říšský hrabě von Stürgkh (německy Joseph Maria Aloysius Reichsgraf von Stürgkh) (28. června 1862 Štýrský Hradec – 11. ledna 1946 Vídeň) byl rakousko-uherský generál, mladší bratr zavražděného rakouského předsedy vlády hraběte Karla Stürgkha. V rakousko-uherské armádě sloužil od roku 1880, působil u různých posádek, uplatnil se také jako diplomat v Rumunsku a Německu. Za první světové války byl kvůli zdravotním problémům pověřován jen podružnými úkoly, nakonec ale dosáhl hodnosti generála pěchoty (1917).

## Životopis

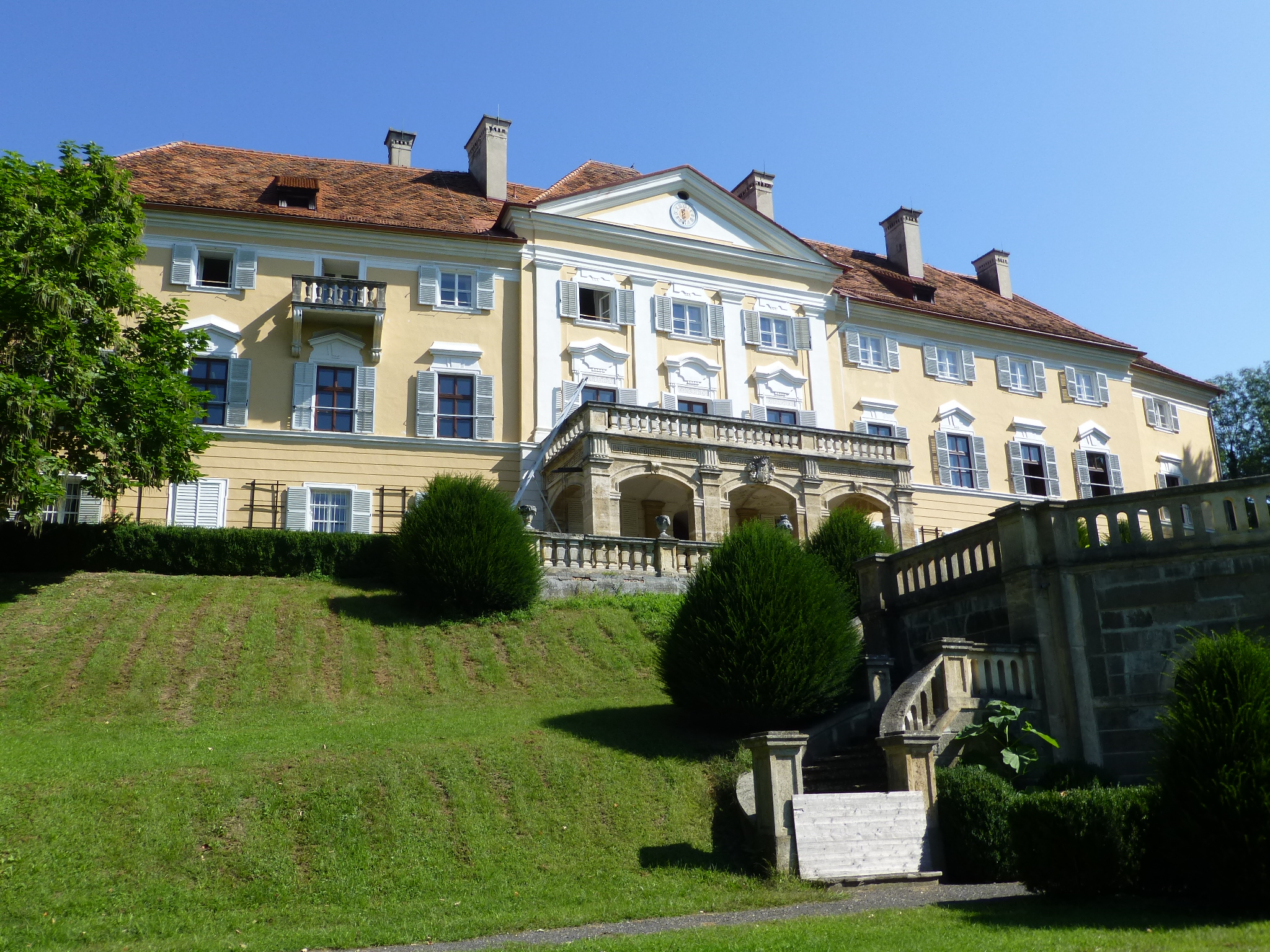
Zámek Halbenrein ve Štýrsku, hlavní rodové sídlo

Pocházel ze staré šlechtické rodiny, která od 16. století vlastnila statky ve Štýrsku a v roce 1715 získala říšský hraběcí titul. Narodil se jako třetí syn c. k. komořího hraběte Karla Kajetána Stürgkha (1832–1888) a jeho manželky Eleonory, rozené hraběnky Meraviglia-Crivelli (1836–1914). Absolvoval gymnázium ve Štýrském Hradci, kde navázal celoživotní přátelství s pozdějším následníkem trůnu arcivévodou Františkem Ferdinandem. V roce 1880 vstoupil jako dobrovolník do armády, profesionálním vojákem se stal v roce 1882 a v letech 1886–1888 si doplnil vzdělání na Válečné škole ve Vídni (K.u.k. Kriegsschule). V roce 1891 byl povýšen na kapitána poté sloužil v Mostaru, Linci a u 1. armádmního sboru v Krakově.
V letech 1893–1896 působil jako vojenský attaché v Bukurešti, ve stejné funkci pak v letech 1897–1902 v Berlíně, kde udržoval nadstandardní vztahy s císařem Vilémem II. a velením německé armády. Mezitím postupoval v hodnostech (major 1897, podplukovník 1901) a stal se také jedním z pobočníků císaře Františka Josefa I. V hodnosti plukovníka (1904) poté sloužil u jezdeckého pluku č. 97 v Terstu a od roku 1906 byl jeho velitelem. V roce 1910 byl povýšen do hodnosti generálmajora a jako velitel 8. brigády pěchoty přeložen k zemskému velitelství do Brna. Od roku 1912 byl zástupcem velitele 1. armádního sboru v Krakově.
Na začátku první světové války byl povýšen do hodnosti polního podmaršála (1914) a jako rakousko-uherský zástupce byl vyslán do německého generálního štábu. V této době se dostal do sporů s náčelníkem generálního štábu Franzem Conradem a nakonec byl v květnu 1915 z Berlína odvolán. Kvůli dlouhodobým zdravotním problémům se zrakem nemohl aktivně sloužit na frontě a byl mu přidělen podřadný úkol inspektora zajateckých táborů v Uhrách. V roce 1917 získal hodnost generála pěchoty a dostal dlouhodobou dovolenou. Po zániku monarchie byl formálně penzionován k datu 1. ledna 1919.

## Tituly a ocenění
Jako příslušník starého šlechtického rodu byl v roce 1890 jmenován c. k. komořím Během vojenské služby získal řadu vyznamenání v Rakousku-Uhersku i v zahraničí.

### Rakousko-Uhersko
- Válečná medaile (1882)
- Řád železné koruny III. třídy  (1896)
- Jubilejní pamětní medaile (1898)
- rytířský kříž Leopoldova řádu (1900)
- Bronzová vojenská záslužná medaile (1902)
- Služební odznak pro důstojníky III. třídy (1907)
- Vojenský jubilejní kříž (1908)
- Vojenský záslužný kříž III. třídy (1909)
- Mobilizační kříž (1913)
- Vojenský záslužný kříž II. třídy s válečnou dekorací (1915)
- Služební odznak pro důstojníky II. třídy (1917)
- Zlatá vojenská záslužná medaile (1917)

### Zahraničí
- rytířský kříž Řádu rumunské koruny (1897, Rumunsko)
- rytířský kříž Řádu Albrechtova (1898, Sasko)
- Záslužný řád bavorské koruny (1901, Bavorsko)
- Řád pruské koruny II. třídy (1902, Německo)
- Železný kříž II. třídy (1915, Německo)
- velkokříž Řádu Fridrichova (1917, Württembersko)

## Rodina
V mládí původně vstoupil do Řádu německých rytířů, později na členství rezignoval a v roce 1896 se oženil s Helenou von Lobenwein (1873–1938). Z manželství se narodily dvě děti.
Jeho nejstarší bratr Karl (1859–1916) byl rakousko-uherským politikem a v letech 1911–1916 rakouským předsedou vlády. V říjnu 1916 se stal obětí atentátu. Další bratr Jindřich (1861–1928) působil jako státní úředník a po Karlovi převzal rodové dědictví ve Štýrsku. Nejmladší ze sourozenců Ferdinand (1864–1943) byl také státním úředníkem a před zánikem monarchie viceprezidentem místodržitelství ve Štýrském Hradci.